# Pipreola lubomirskii
Pipreola lubomirskii là một loài chim trong họ Cotingidae.
Những con chim loài này được tìm thấy ở Colombia, Ecuador, và Peru, chủ yếu ở phía đông của dãy núi Andes. Môi trường sống tự nhiên của chúng là rừng núi ẩm nhiệt đới và cận nhiệt đới và IUCN liệt kê tình trạng của loài này là "loài ít quan tâm".